# Clarice Strozzi
Clarice Strozzi – portret włoskiego malarza Tycjana z 1542 roku.
Obraz przedstawia dziewczynkę ze starej florenckiej rodziny Strozzich. Dziewczyna wydaje się nieco przestraszona przez co łapie kurczowo bolońskiego pieska. Według Bergerhoffa jest to przykład jednego z najpiękniejszych portretów dziecięcych na świecie do czego przyczyniła się kolorystyka a głównie połączenie barw karminowej czerwieni, błękitu i złotej żółci. Płótno było wzorem dla podobnych obrazów Antoona van Dycka